# 雪解けとアガパンサス
『雪解けとアガパンサス』（ゆきどけとアガパンサス）は、なうちによる日本の漫画。『コミック電撃だいおうじ』（KADOKAWA）にて、VOL.109よりVOL.143まで連載された。
2023年に「次にくるマンガ大賞2023」コミックス部門、2024年に「次にくるマンガ大賞2024」コミックス部門にノミネート。

## あらすじ
文武両道でファンクラブまで存在する女子校の王子・日向夏月。多くのファンを抱えていながらも、心が満たされない日々を送っていた。そこに呉竹春が転校してきた。他の生徒たちとは違い、夏月を王子様扱いしない春に恋をする。

## 登場人物
日向 夏月（ひなた なつき）
本作の主人公。女子高生、2年生。文武両道で女子校の王子（プリンス）。成績学年トップ、スポーツテスト1位。ファンクラブも存在し、廊下を歩けばたくさんの生徒に囲まれ、プレゼントを渡されるほど。髪はロングヘアーで青のインナーカラー。

呉竹 春（くれたけ しゅん）
女子高生、2年生。元気で明るい小動物系。他の生徒と違い夏月を特別扱いにせず、フランクに話しかける。髪はミディアムヘアーで桃色。

結愛（ゆあ）
女子高生、生徒会長、2年生。度々夏月を生徒会室に呼び出しては部活のヘルプを頼む。髪は茶色でミディアムヘア。

内田 芽衣子（うちだ めいこ）
女子高生、生徒会書記、1年生。髪はツインテールで緑。

彩井 未蘭（あやい みら）
女子高生、生徒会会計、1年生。書記の内田とはまた違ったしっかり者。髪はロングヘアー。

宮藤 明音（くどう あかね）
女子高生、夏月のファンクラブの発起人。2年生。夏月を愛するあまり特注で夏月のヘアピンを作っている。髪はポニーテール。

江藤 なお（えとう なお）
春のクラスメイト、友人。

光田 仁香（こうだ にか）
春のクラスメイト、友人。

## 書誌情報
- なうち『雪解けとアガパンサス』KADOKAWA〈電撃コミックスNEXT〉、既刊4巻（2025年1月27日現在）
  1. 2023年3月25日発売[1][6]、ISBN 978-4-04-914952-4
  2. 2023年10月26日発売[7]、ISBN 978-4-04-915333-0
  3. 2024年5月27日発売[8]、ISBN 978-4-04-915754-3
  4. 2025年1月27日発売[9]、ISBN 978-4-04-916253-0